# Anacoco
Anacoco é uma vila localizada no estado americano de Luisiana, na Paróquia de Vernon.

## Demografia
Segundo o censo americano de 2000, a sua população era de 866 habitantes. 
Em 2006, foi estimada uma população de 748, um decréscimo de 118 (-13.6%).

## Geografia
De acordo com o United States Census Bureau tem uma área de 
8,0 km², dos quais 8,0 km² cobertos por terra e 0,0 km² cobertos por água.

## Localidades na vizinhança
O diagrama seguinte representa as localidades num raio de 24 km ao redor de Anacoco. 